# ALGY
ALGY（アルジー）とは、株式会社F・Oインターナショナルのブランドである。

## コンセプト
ALTERNATIVE + GIRLY =ALGY　

## 掲載
- 小学生向けファッション雑誌『ニコ☆プチ』（新潮社）
- 小学生向けファッション雑誌『JSガール』（三栄書房）
- 子供服情報webマガジン『Kids Select（キッズセレクト）』

## モデル
主に『ニコ☆プチ』(新潮社)の専属モデルが務めている。
- 中園侑奈(初代)
- 津守望乃(2代目)
- 涼凪(3代目)
- 黒坂莉那(4代目)
- 高田凛(5代目)
- 中村紗亜也(6代目)
- 関谷瑠紀(7代目)
- 近藤藍月(8代目)

第1回オーディション
- 堺乃亜（元ニコ☆プチ専属モデル）
- 鈴木伶奈（元ニコ☆プチ専属モデル）
- 志賀愛咲
- 大村彩那
- 西安日和

第2回オーディション
- 渡邊春菜 (なかよし なかガール)
- 西川陽菜

第3回オーディション
- 丸山純怜
- 白鳥来夢